# Tamokra
Tamokra (em árabe: تامقرة) é uma comuna localizada na província de Bugia, no norte da Argélia, na África. Segundo o censo de 2008, a população total da cidade era de 4 015 habitantes.